# Julianischer Kalender
Der julianische Kalender ist einer der ältesten Solarkalender und Vorläufer des heute gebräuchlichen gregorianischen Kalenders. Er wurde im Jahr 45 v. Chr. von Julius Caesar – daher auch der Name „julianischer“ Kalender – im Römischen Reich eingeführt. Beginnend mit dem Jahr 1582 wurde er schrittweise durch den in astronomischer Hinsicht verbesserten gregorianischen Kalender ersetzt. In diesem Jahr wurden die astronomisch aufgelaufenen zehn überzähligen Schalttage aus dem julianischen Kalender mit einem Mal gestrichen; auf den 4. Oktober 1582 folgte unmittelbar der 15. Oktober 1582. Die zeitliche Abfolge der Wochentage wurde nicht geändert: Der 4. julianische Oktober 1582 war ein Donnerstag, der 15. gregorianische Oktober 1582 ein Freitag. Während der Umstellungsphase bezeichneten die Zeitgenossen die beiden Kalender als „alten“ bzw. „neuen Stil“.
Seit März 1900 (und noch bis zum 28. Februar 2100) besteht zwischen beiden Kalendern eine Differenz von 13 Tagen, um die der julianische dem gregorianischen Kalender nachläuft. Wenn zum Beispiel laut dem gregorianischen Kalender der 7. Januar ist, hat man laut dem julianischen erst den 25. Dezember. Daher fällt das Weihnachtsfest zahlreicher Kirchen auf den 7. Januar gregorianischen Stils. Hierzu gehören viele orthodoxe Kirchen sowie zahlreiche altorientalische Kirchen.

## Geschichte

### Vorgängerkalender
Censorinus beschreibt einen römischen Kalender als zwölfmonatigen Mondkalender. Dieser wurde je nach Bedarf in unregelmäßigen Abständen an das Sonnenjahr angepasst. Dazu wurde in den Schaltjahren der Februar zunächst auf 23 Tage verkürzt und der Schaltmonat Mensis intercalaris eingefügt, der ergänzend die gekürzten Resttage des Februars beinhaltete. Dieser Schaltmonat entfiel durch die Reform. Die alten Bezeichnungen aus dem römischen Kalender wurden zunächst beibehalten.

### Caesars Kalenderreform
Appian, Cassius Dio und Macrobius berichten in ihren Schriften, dass Julius Caesar im Jahr 47 v. Chr. den Schaltzyklus des späteren julianischen Kalenders im hellenisierten Ägypten in Alexandria kennenlernte. Die ergänzenden Angaben des Macrobius lassen daher die Möglichkeit zu, dass Julius Caesar nach Ägypten reiste, um mit den Fachleuten des ägyptischen Kalenders die neue Kalenderform des julianischen Kalenders zu besprechen, wahrscheinlich unter anderem mit dem ägyptischen Astronomen Sosigenes, nachdem Julius Caesar den ägyptischen Kalender durch Acoreus näher kennengelernt hatte.

### Der julianische Kalender
Dieser neue – später ihm zu Ehren „julianisch“ genannte – Kalender trat im Jahre 45 v. Chr. in Kraft. Er greift die bereits 238 v. Chr. von Ptolemaios III. im Kanopus-Dekret für den ägyptischen Verwaltungskalender eingeführte Schaltjahrregelung auf, die schon damals einen Schalttag für jedes vierte Kalenderjahr vorsah. Auf drei Gemeinjahre mit 365 Tagen folgt bei ihm ein Schaltjahr mit dem 29. Februar als zusätzlichem Tag; geschaltet werden die Jahre mit durch vier teilbarer Jahreszahl. Das Jahr ist wie schon im ägyptischen Verwaltungskalender in zwölf Monate gegliedert; elf Monate mit je 30 oder 31 Tagen sowie einen Monat mit 28 Tagen. Die meisten Monatsnamen wurden vom römischen Kalender übernommen (Ianuarius, Februarius, Martius, Aprilis, …), zwei kamen neu hinzu (Iulius, Augustus). Alle Monatsnamen leben im gregorianischen Kalender bis heute weiter.
Die durchschnittliche Jahreslänge beträgt 365,25 Tage. Sie ist damit um etwa 11 Minuten länger als das tropische Jahr, wodurch der Frühlingsanfang sich etwa alle 128 Jahre um einen Tag in Richtung zum Jahresanfang verschiebt. Das verworrene Jahr 708 a. u. c. wurde auf 445 Tage verlängert und begann am 14. Oktober 47 v. Chr.
| Veränderung der Tagesaufteilung auf die Monate (moderne Monatsnamen) durch die julianische Kalenderreform |      |      |      |      |     |      |      |      |       |      |      |      |          |
| Jahr | Jan. | Feb. | März | Apr. | Mai | Juni | Juli | Aug. | Sept. | Okt. | Nov. | Dez. | Summe    |
| alter römischer Kalender bis 46 v. Chr.                                                                   | 29   | 28   | 31   | 29   | 31  | 29   | 31   | 29   | 29    | 31   | 29   | 29   | 355 Tage |
| Julianischer Kalender ab 45 v. Chr.                                                                       | 31   | 28   | 31   | 30   | 31  | 30   | 31   | 31   | 30    | 31   | 30   | 31   | 365 Tage |

### Spätere Änderungen
Die Schaltregel wurde nach Cäsars Tod von den Pontifices wörtlich ausgelegt, was jedoch zu falschen Schaltungen führte. Caesar hatte die Schaltung in jedem vierten Jahr angeordnet, die Priester verstanden dies jedoch nach der Inklusivzählung als eine Schaltung alle drei Jahre. Dies ist vermutlich das älteste bekannte Beispiel eines Zaunpfahlfehlers. Die zu viel gezählten Schaltjahre wurden durch Kaiser Augustus korrigiert, indem er die Schaltungen in den Jahren 5 v. Chr., 1 v. Chr. und 4 n. Chr. aussetzte und erst 8 n. Chr. wieder aufnahm. Infolge dieses Anfangsjahres der regelmäßigen Einschaltung eines Schaltjahrs sind es seither die Jahre mit einer durch 4 teilbaren Jahreszahl, die Schaltjahre sind.
Entgegen mittelalterlichen Deutungen hat Augustus die Verteilung der Tage auf die Monate nicht ändern lassen.

## Kalendersystem

### Jahresanfang
Der julianische Kalender an sich war im gesamten Römischen Reich anerkannt, die Jahresanfänge jedoch wurden von Region zu Region verschieden gehandhabt. Der Jahresanfang war nach dem Römischen Kalender bis zum Jahr 153 v. Chr. am 1. März (Märzstil), woran bis heute die Monatsnamen von September bis Dezember (siebter bis zehnter Monat) erinnern. Der 1. März war im alten Rom der Tag, an dem im Tempel der Vesta das heilige Feuer entzündet wurde. Im Jahr 153 v. Chr. verlegten die römischen Konsuln ihren Amtsantritt auf den 1. Januar; mit dem Beginn ihrer Amtsperiode wurde daraus zugleich auch der neue Jahresanfang. Allerdings blieben das Datum des 1. März sowie andere Varianten noch jahrhundertelang in Gebrauch.
In Ägypten war der Jahreswechsel am 29. August, in Konstantinopel (Byzantinischer Jahresanfang) und später auch in Russland am 1. September (Tag der Schöpfung, ursprünglich Geburtsmonat von Kaiser Augustus), im westlichen Mittelmeer sowie verbreitet in England, Deutschland und in der Schweiz am 25. Dezember (Weihnachtsstil/Nativitätsstil), später in Großbritannien am 25. März (Annuntiationsstil, auch Inkarnationsstil) und in anderen Ländern an noch anderen Tagen (z. B. Paschalstil an Ostern in Georgien).
Erst im Verlauf des 16. Jahrhunderts setzte sich der 1. Januar (Circumcisionsstil) im Westen mehr oder weniger allgemein durch, im Osten erst ab dem frühen 18. Jahrhundert (ab 1700 in Russland) und in Japan erst im Jahr 1873.

### Jahreszählung
Auch die Jahreszählung war in den verschiedenen Teilen des Römischen Reiches verschieden; im Westen wurde meist gar nicht durchgezählt, sondern die Jahre wurden nach den beiden jeweils für ein Jahr amtierenden Konsuln benannt. Daneben wurde auch die Zählung „ab Gründung der Stadt (Rom)“ und später die diokletianische Ära benutzt. Im Osten war die Seleukidische Ära üblich, die Oktober 312 v. Chr. oder April 311 v. Chr. als Anfang des Jahres eins zählte. Später setzte sich im Westen die 525 von Dionysius Exiguus eingeführte und bis heute übliche christliche Zeitrechnung durch, im Osten war noch lange die Zeitrechnung „ab der Erschaffung der Welt“ (Annus mundi) üblich; sie wurde von den Byzantinern auf das Jahr 5509 v. Chr. angesetzt.

### Monatsnamen

#### Römisches Reich
Im Jahre 44 v. Chr. wurde der Quintilis (ursprünglich „fünfter Monat“, seit 153 v. Chr. der siebte) durch die Lex Antonia de mense Quintili Julius Caesar zu Ehren in Julius umbenannt. Später erhielt der Sextilis (ursprünglich „sechster Monat“, seit 153 v. Chr. der achte) seinen neuen Namen zu Ehren Kaiser Augustus’.
Der Kalender zur Zeit des Römischen Reiches kannte die folgenden zwölf bzw. dreizehn Monate:
- Ianuarius
- Februarius
- Mensis intercalaris (entfiel durch Einführung des julianischen Kalenders)
- Martius
- Aprilis
- Maius
- Iunius
- Iulius (ursprünglich Quintilis)
- Augustus (ursprünglich Sextilis)
- September
- October
- November
- December

Auch andere Monate wurden zeitweise nach römischen Herrschern benannt, aber keine dieser Änderungen überlebte deren Tod wesentlich. Caligula nannte den September (den siebten Monat) Germanicus; Nero nannte den Aprilis (den zweiten Monat) Neroneus, den Maius (den dritten Monat) Claudius und den Iunius (den vierten Monat) Germanicus; Domitian nannte den September Germanicus und den Oktober (den achten Monat) Domitianus. Der September wurde auch in Antoninus und Tacticus umbenannt, der November (der neunte Monat) bekam auch die Namen Faustina und Romanus. Kaiser Commodus war in dieser Hinsicht einzigartig, dass er alle zwölf Monate nach seinen angenommenen Namen benannte (Januar bis Dezember): Amazonius, Invictus, Felix, Pius, Lucius, Aelius, Aurelius, Commodus, Augustus, Herculeus, Romanus und Exsuperatorius.

#### Fränkisches Reich
Karl der Große benannte später alle Monate mit größtenteils landwirtschaftlichen Begriffen der damaligen Volkssprache, des Althochdeutschen. Die deutschen Namen wurden regional unterschiedlich weiterentwickelt und bis ins 15. Jahrhundert und mit einigen Veränderungen teilweise noch bis ins 20. Jahrhundert weiterverwendet.
| althochdeutsch Karl der Große (um 800) | mittelhochdeutsch Herrad v. Landsberg (um 1200) | frühneuhochdeutsch Regiomontanus (1473) | deutsch (um 2000) |
| -------------------------------------- | ----------------------------------------------- | --------------------------------------- | ----------------- |
| wintarmānoth                           | wintermanoth                                    | Jenner                                  | Januar (Jänner)   |
| hornunc                                | hornunc                                         | Hornung                                 | Februar (Feber)   |
| lenzinmānoth                           | lentzimanoth                                    | Merz                                    | März              |
| ōstarmānoth                            | ostermanoth                                     | April                                   | April             |
| wunnimānoth                            | winnemanoth                                     | Mei                                     | Mai               |
| brāchmānoth                            | bracmanoth                                      | Brachmond                               | Juni              |
| hewimānoth                             | howemanoth                                      | Heumond                                 | Juli              |
| aranmānoth                             | arnotmanoth                                     | Augstmond                               | August            |
| witumānoth                             | herbistmanoth                                   | Herbstmond                              | September         |
| windumemānoth                          | windemmanoth                                    | Weinmond                                | Oktober           |
| herbistmānoth                          | wintermanoth                                    | Wintermond                              | November          |
| heilagmānoth                           | hertimanoth                                     | Christmond                              | Dezember          |

## Übergang zum gregorianischen Kalender

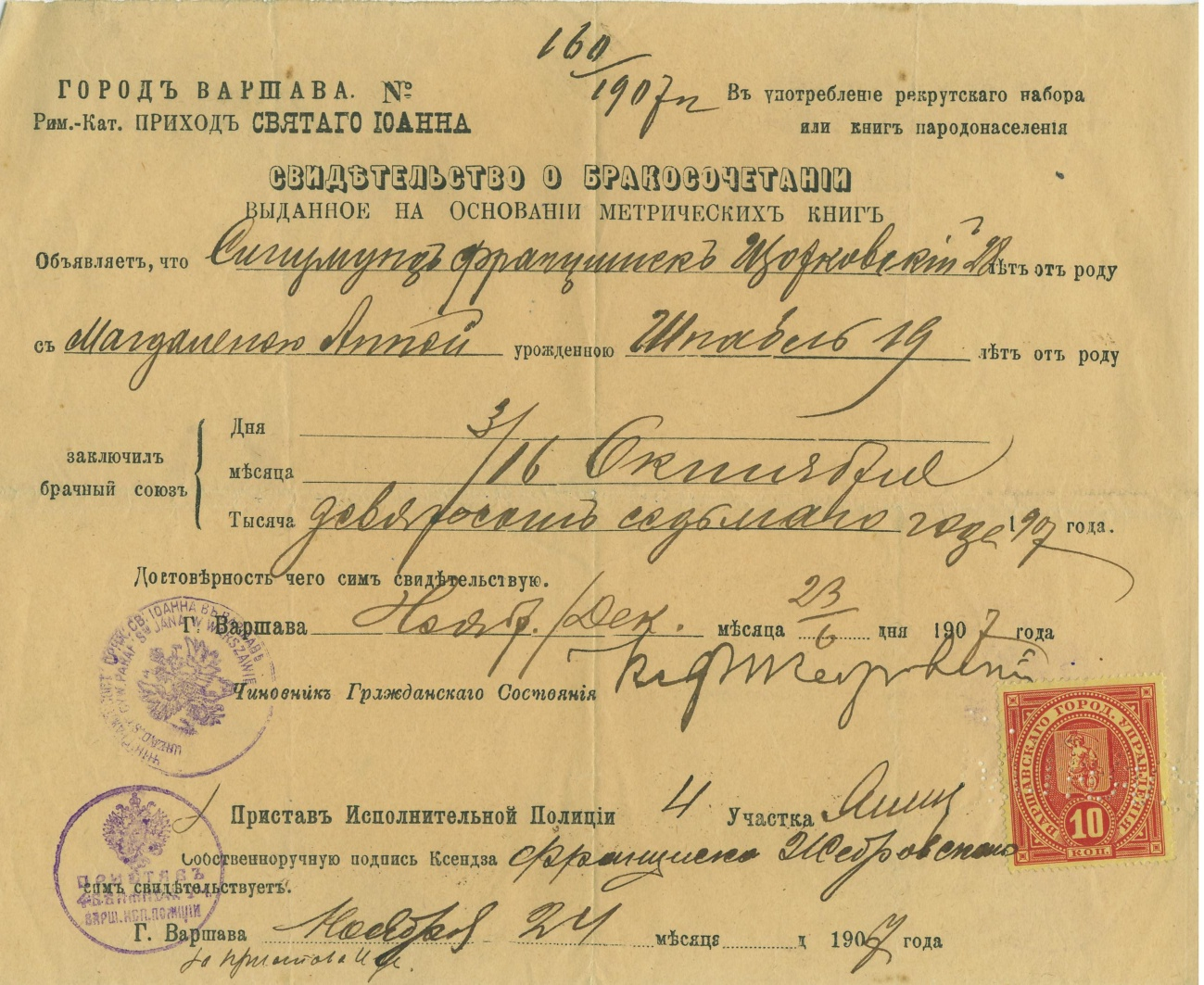
Hochzeitsurkunde in russischer Sprache aus Warschau mit zweifachem Hochzeitsdatum 3./16. Oktober und Ausstellungsdatum 23./6. Nov./Dez. 1907 nach julianischem bzw. gregorianischem Kalender.
Polen-Litauen benutzte den gregorianischen Kalender von Anfang an. Das spätere Kongresspolen war aber der Kontrolle des Russischen Kaiserreichs unterstellt.

Das julianische Jahr ist gegenüber dem Sonnenjahr um 11 Minuten und 14 Sekunden zu lang. Dies führte zu einer zunehmenden Abweichung vom Sonnenlauf, die im 14. Jahrhundert schon mehr als sieben Tage betrug. Weiterer Anlass für die Gregorianische Reform war der mit der alten Osterformel fehlerhaft ermittelte Frühlingsvollmond, von dem der Ostertermin abhängt.
Papst Gregor XIII. führte im Jahre 1582 den gregorianischen Kalender mit einer verbesserten Schaltregel ein. Diese besagt, dass volle Jahrhunderte (wie 1700, 1800, 1900 usw.) nur dann Schaltjahre sind, wenn sie durch 400 teilbar sind. Daher war beispielsweise das Jahr 2000 ein Schaltjahr, das Jahr 1900 dagegen nicht.
Für den Übergang bestimmte Gregor XIII. weiterhin, dass auf Donnerstag, den 4. Oktober 1582 (julianisch) direkt Freitag, der 15. Oktober 1582 (gregorianisch) zu folgen hatte, womit 10 Tage übersprungen wurden (unter Beibehaltung der Wochentagfolge). Da der neue Kalender vom Papst eingeführt wurde, benutzten ihn zunächst überwiegend die römisch-katholischen Staaten. Die meisten protestantischen Staaten behielten den julianischen Kalender bis ins 18. Jahrhundert bei, was vor allem in konfessionell gemischten Gebieten Deutschlands zu einem umständlichen Nebeneinander von „altem Stil“ neben „neuem Stil“ führte. In den protestantischen Reichsständen des Heiligen Römischen Reiches erfolgte die Umstellung am 18. Februar des Jahres 1700, dem sogleich der 1. März „neuen Stils“ folgte. Die meisten reformierten Orte der Schweizerischen Eidgenossenschaft stellten nach dem 31. Dezember 1700 „alten Stils“ auf den 12. Januar 1701 „neuen Stils“ um; die letzten Graubündner Gemeinden Schiers und Grüsch folgten allerdings erst im Jahre 1812.
In manchen Teilen der Welt blieb der julianische Kalender bis weit ins 20. Jahrhundert gültig, im kirchlichen Bereich teilweise bis heute. Russland blieb infolge des Einflusses der orthodoxen Kirche auf das öffentliche Leben lange beim julianischen Kalender. Die Umstellung erfolgte erst nach der Oktoberrevolution am 1. Februarjul. / 14. Februar 1918greg., wobei sich der Nachlauf des julianischen Kalenders zum gregorianischen Kalender seit 1582 inzwischen um drei weitere Tage auf nun 13 Tage erhöht hatte. Der Name „Oktoberrevolution“ wurde beibehalten, obwohl sie nach dem gregorianischen Kalender nun im November stattfand. Das Königreich Griechenland führte im Jahr 1923 als letztes europäisches Land den gregorianischen Kalender ein.
Unabhängig von der Zeit der gesetzlichen Einführung des gregorianischen Kalenders in den verschiedenen Ländern Europas werden alle geschichtlichen Daten seit dem 15. Oktober 1582 stets gregorianisch umgerechnet.

## Heutige Verwendung des julianischen Kalenders
Der julianische Kalender wird heute in der Wissenschaft rückwirkend auch für die Jahre vor dem Wirken Caesars verwendet.
Ein Teil der orthodoxen Kirchen (Altkalendarier) begeht alle ihre Feste weiterhin nach dem julianischen Kalender. Ihr Weihnachtsfest (25. Dezember) fällt darum derzeit auf den 7. Januar (gregorianisch). Die Neukalendarier verwenden den neujulianischen Kalender.
Folgende autokephale und autonome orthodoxe Kirchen benutzen den julianischen Kalender:
- Patriarchat von Jerusalem
- Patriarchat von Moskau
- Patriarchat von Serbien
- Patriarchat von Georgien
- Kirche des Sinai
- Kirche von Japan
- Kirche von China
- Erzbistum Ohrid in Nordmazedonien
- Kirche von Albanien
- Heiliger Berg Athos.
- Koptisch Orthodoxe Kirche (Orientalisch)

Außerdem wird er von Abspaltungen der griechisch-orthodoxen Kirche sowie der Syrischen Kirche verwendet.
Für die Ermittlung des Ostertermins und der anderen beweglichen Feste wird in allen orthodoxen Kirchen (außer der finnischen) auch heute der julianische Kalender und die mit ihm gekoppelte alte Osterformel verwendet; sie fallen daher nur gelegentlich mit den entsprechenden Festen der westlichen Kirchen zusammen, zumeist liegen sie eine bis fünf Wochen später.
Auch in Mitteleuropa existieren noch Bräuche, die sich an den julianischen Kalender orientieren, wie der Alte Silvester im Appenzeller Hinterland. Dort wird der Silvester am 13. Januar (gregorianisch) gefeiert.

## Julianisches Jahrhundert

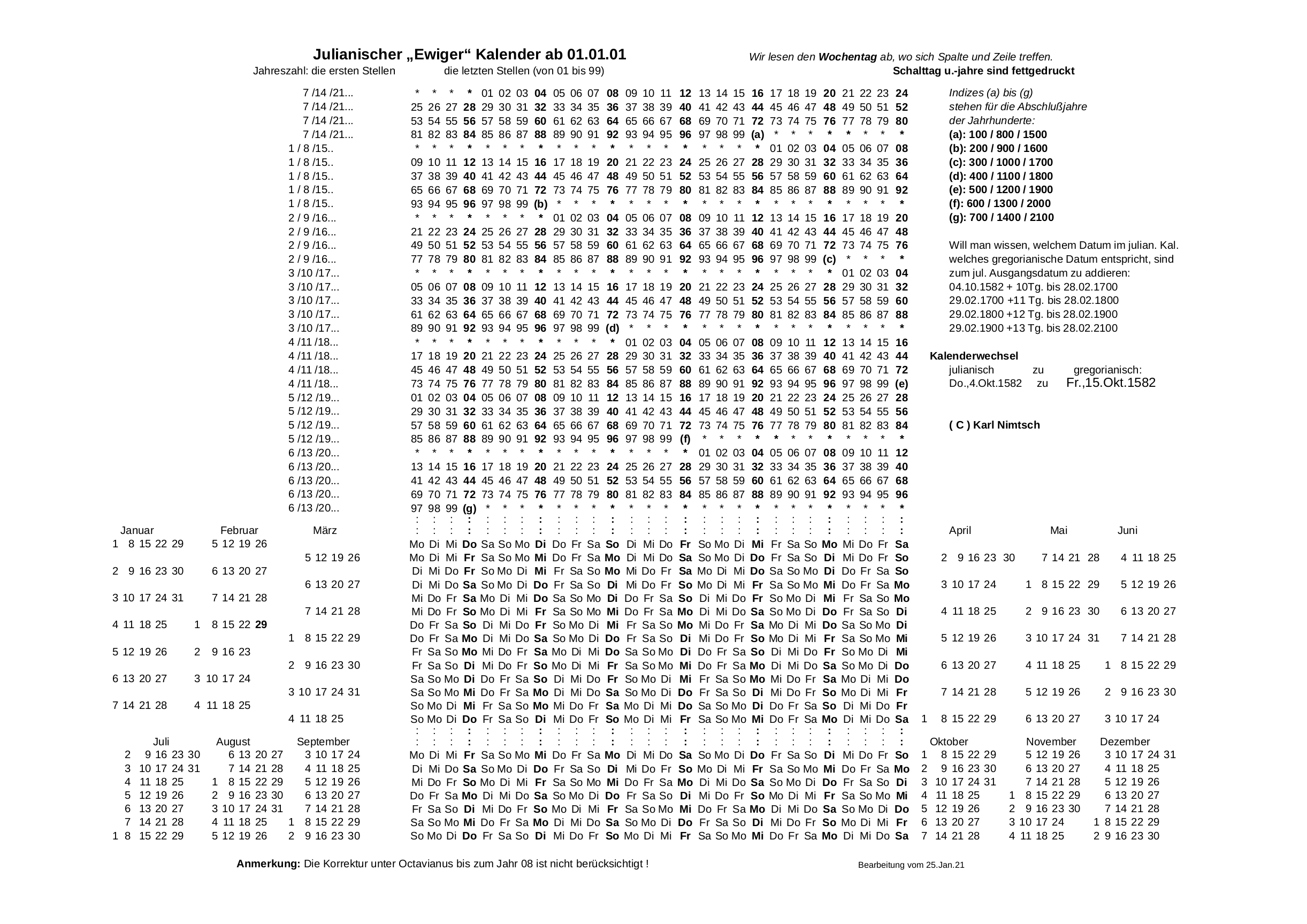
Ewiger Julianischer Kalender ab 1. Januar des Jahres 1 (Nicht berücksichtigt ist die Korrektur von Augustus bis zum Jahr 8)

Das julianische Kalenderjahr dauert 365,25 Tage bzw. 365 Tage und 6 Stunden. Im julianischen Kalender dauert der Schaltjahrzyklus vier Jahre. Ein Zeitraum von 100 Jahren im julianischen Kalender (z. B. vom 12. April 1424 mittags bis zum 12. April 1524 mittags) enthält daher stets eine ganzzahlige Anzahl von Schaltjahrzyklen und damit immer gleich viele Tage, nämlich 36.525. Im Gegensatz dazu kann ein Jahrhundert im gregorianischen Kalender entweder 36.524 Tage (z. B. vom 12. April 1724 mittags bis zum 12. April 1824 mittags) oder 36.525 Tage (z. B. vom 12. April 1924 mittags bis zum 12. April 2024 mittags) enthalten. Wegen dieser begrifflichen Eindeutigkeit, der Ganzzahligkeit und der praktischen Nähe zur Dauer von 100 tropischen Jahren (36.524,219… Tage) benutzt man das so genannte julianische Jahrhundert zu 36.525 Tagen als bequeme Zeiteinheit in astronomischen Formeln.
So lässt sich einschlägigen Tabellenwerken beispielsweise entnehmen, dass sich die Lage des Perihels der Erdbahn mit einer Geschwindigkeit von 0,323 Grad pro julianischem Jahrhundert entlang der Bahn verschiebt. Unter einem Tag ist in diesem Zusammenhang in der Regel der aus 86.400 Sekunden (des Internationalen Einheitensystems) bestehende Ephemeridentag zu verstehen, so dass das julianische Jahrhundert lediglich einen intuitiv leicht fasslichen Namen für einen Zeitraum von 3.155.760.000 Sekunden darstellt.